# IWBF Champions Cup
Der IWBF Champions Cup ist ein internationaler Wettbewerb für Rollstuhlbasketball-Vereinsmannschaften, der von der europäischen Sektion der International Wheelchair Basketball Federation (IWBF Europe) veranstaltet wird. Erfolgreichste Mannschaft ist die deutsche Mannschaft RSV Lahn-Dill aus Wetzlar mit sieben Titeln.

## Geschichte
Der Wettkampf wurde 1976 das erste Mal regulär ausgetragen. Damit handelt es sich um den ältesten Vereinswettbewerb dieser Sportart in Europa. Er wurde im Jahr zuvor von Hans Tukker, dem Trainer des niederländischen Vereins SC Antilope gestartet, und lief zunächst unter der Bezeichnung WEWBT (West European Wheelchair Basketball Tournament). Zusammen mit Willi Brinkmann vom BSG Duisburg-Buchholz bildete Tukker das Organisationskomitee des Wettbewerbs. 
Bis 1982 wurde der Wettkampf in zwei Divisionen ausgetragen. Dann beschloss das Komitee, stattdessen eine Division sowie Vorrunden und eine Finalrunde einzuführen. Auch die Anzahl der Mannschaften wurde reduziert. Im Mai 1983 erkannte die ISMGF (International Wheelchair and Amputee Sports Federation) den WEWBT als offizielle europäische Meisterschaft für Vereinsmannschaften an. Im gleichen Jahr wurde der Wettkampf in EuroCup umbenannt, 1988 schließlich in Champions Cup. 
Bis zur Jahrtausendwende dominierten niederländische Vereine den Cup. So gewann allein der BC Verkerk zwischen 1991 und 1996 fünfmal und stellte damit einen Rekord auf, der erst 2012 vom RSV Lahn Dill eingeholt werden konnte. Insgesamt konnten 16 Siege durch niederländische Vereine errungen werden, gefolgt von Deutschland (9), Frankreich (6) und der Türkei (5).

## Siegerliste

### Übersicht der Turniere
| Jahr | Austragungsort (Finale) | Sieger              | Bemerkungen                                             |
| ---- | ----------------------- | ------------------- | ------------------------------------------------------- |
| 1976 | IJsselstein             | ISA Amsterdam       | erster regulärer Wettkampf, unter der Bezeichnung WEWBT |
| 1977 | Raalte                  | SC Antilope         |                                                         |
| 1978 | Kerpape                 | SC Antilope         |                                                         |
| 1979 |                         | BC Frisol/Rowic     |                                                         |
| 1980 |                         | SC Antilope         |                                                         |
| 1981 | Genf                    | Norrbacka HIF       |                                                         |
| 1982 | Falun                   | AMVJ Amsterdam      | Umstrukturierung des Wettbewerbs (1 Division)           |
| 1983 |                         | BV Aalsmeer         | Umbenennung in EuroCup                                  |
| 1984 |                         | BV Aalsmeer         |                                                         |
| 1985 |                         | AS Berck-sur-Mer    |                                                         |
| 1986 | Ljubljana               | AS Berck sur Mer    |                                                         |
| 1987 | Lorient                 | Racing Rowic        |                                                         |
| 1988 |                         | Racing Rowic        | Umbenennung in Champions Cup                            |
| 1989 | München                 | AS Berck-sur-Mer    |                                                         |
| 1990 | Mulhouse                | Racing Rowic        |                                                         |
| 1991 | Stockholm               | BC Verkerk          |                                                         |
| 1992 | Sheffield               | BC Verkerk          |                                                         |
| 1993 | Zwijndrecht             | BC Verkerk          |                                                         |
| 1994 | Milton Keynes           | Action Steelers     |                                                         |
| 1995 | Salzburg                | BC Verkerk          |                                                         |
| 1996 | Madrid                  | BC Verkerk          |                                                         |
| 1997 | Sheffield               | CD Fundosa Grupo    |                                                         |
| 1998 | Battipaglia             | Santa Lucia Sport   |                                                         |
| 1999 | Oldham                  | CS Meaux            |                                                         |
| 2000 | Genf                    | CS Meaux            |                                                         |
| 2001 | Giulianova              | CS Meaux            |                                                         |
| 2002 | Sevilla                 | GSD Anmic Sassari   |                                                         |
| 2003 | Manchester              | Santa Lucia Sport   |                                                         |
| 2004 | Madrid                  | RSV Lahn-Dill       |                                                         |
| 2005 | Wetzlar                 | RSV Lahn-Dill       |                                                         |
| 2006 | Istanbul                | RSV Lahn-Dill       |                                                         |
| 2007 | Sheffield               | Santa Lucia Sport   |                                                         |
| 2008 | Madrid                  | Galatasaray SK      |                                                         |
| 2009 | Wetzlar                 | Galatasaray SK      |                                                         |
| 2010 | Rom                     | RSV Lahn-Dill       |                                                         |
| 2011 | Zwickau                 | Galatasaray SK      | Sporthalle Mosel & Käthe-Kollwitz-Gymnasium             |
| 2012 | Istanbul                | RSV Lahn-Dill       | Sinan Erdem Dome                                        |
| 2013 | Valladolid              | Galatasaray SK      |                                                         |
| 2014 | Madrid                  | Galatasaray SK      |                                                         |
| 2015 | Giulianova              | RSV Lahn-Dill       |                                                         |
| 2016 | Zwickau                 | CD Ilunion Madrid   | Scheffelberghalle                                       |
| 2017 | La Laguna               | CD Ilunion Madrid   | Pabellón Insular Santiago Martín                        |
| 2018 | Hamburg                 | RSB Thuringia Bulls | Edel-optics.de Arena                                    |
| 2019 | Wałbrzych               | RSB Thuringia Bulls |                                                         |
| 2020 |                         |                     | Abbruch wegen der Corona-Pandemie                       |
| 2021 | Wetzlar                 | RSV Lahn-Dill       | Rittal Arena                                            |
| 2022 | Hannover                | BSR Amiab Albacete  | Sporthalle Gymnasium Goetheschule                       |

### Ranglisten
| Rang | Klub                | Titel | Finalt. |
| ---- | ------------------- | ----- | ------- |
| 1    | RSV Lahn-Dill       | 7     | 11      |
| 2    | Galatasaray SK      | 5     | 6       |
| 3    | BC Verkerk          | 5     | 5       |
| 4    | Racing Rowic        | 4     | 6       |
| 5    | AS Berck-sur-Mer    | 3     | 10      |
| 5    | CD Ilunion Madrid   | 3     | 10      |
| 7    | Santa Lucia Sport   | 3     | 6       |
| 7    | CS Meaux            | 3     | 6       |
| 7    | SC Antilope         | 3     | 6       |
| 10   | BV Aalsmeer         | 2     | 4       |
| 11   | RSB Thuringia Bulls | 2     | 3       |
| 12   | GSD Anmic Sassari   | 1     | 4       |
| 13   | Action Steelers     | 1     | 3       |
| 13   | ISA Amsterdam       | 1     | 3       |
| 15   | AMVJ Amsterdam      | 1     | 1       |
| 15   | Norrbacka HIF       | 1     | 1       |
| 15   | BSR Amiab Albacete  | 1     | 1       |
| 18   | Briantea 84 Cantù   | 0     | 2       |
| 18   | BSC Rollers Zwickau | 0     | 1       |
| 18   | Oldham Owls         | 0     | 1       |
| 18   | GIDOS/Gits          | 0     | 1       |

| Rang | Land                   | Titel | Finalt. |
| ---- | ---------------------- | ----- | ------- |
| 1    | Niederlande            | 16    | 25      |
| 2    | Deutschland            | 9     | 13      |
| 3    | Frankreich             | 6     | 16      |
| 4    | Türkei                 | 5     | 6       |
| 5    | Italien                | 4     | 12      |
| 6    | Spanien                | 4     | 10      |
| 7    | Vereinigtes Königreich | 1     | 4       |
| 8    | Schweden               | 1     | 1       |
| 9    | Belgien                | 0     | 1       |